# Zuiderbrug (Haarlem)
Zuiderbrug, vroeger ook wel Zomerbrug geheten, is een brug in Haarlem. De brug overspant de Zomervaart en ligt in de Schalkwijkerstraat in het verlengde van de Schalkwijkerbrug even verderop. De brug bestaat uit drie delen de Zuiderbrug voor gemotoriseerd verkeer, de Zuiderfietsbrug en de Zuidervoetbrug.
De Zuiderbrug heeft een doorvaarthoogte van minimaal 1 meter bij -0,60 m NAP. Het voornemen bestaat om de brug op te hogen zodat de Zomer- en Fuikvaart als verbinding kan zorgen tussen het Spaarne en de Ringvaart van de Haarlemmermeerpolder.